# The Albums 2000–2010
A The Albums 2000–2010 Kylie Minogue ausztrál énekesnő díszdoboza, mely 2011. július 12-én jelent meg a Parlophone kiadó gondozásában. Az öt lemezes díszdoboz Európában, Ausztráliában és Ázsiában jelent és Minogue 2000. és 2010. között megjelent összes lemezét tartalmazta, mint a 2000-es Light Years-t, a 2001-es Fever-t, a 2003-as Body Language-et, a 2007-es X-et és a 2010-es Aphrodite-t. A borítóján Minogue 2001-es Fever lemezének sziluettje látható, melyben a díszdobozban található lemezek borítóinak egyes részei találhatóak meg. A The Albums 2000–2010 lett Minogue első díszdobozos kollekciója és megjelenésekor a legtöbb zenei kritikus pozitívan nyilatkozott róla, akik dicsérték a díszdoboz csomagolását és a Parlophone-nál megjelent kiadványait. Ugyanakkor voltak olyan kritikusok, akik hiányolták azon munkáit, melyek a PWL-es korszakából származtak illetve a Deconstruction Records-nál jelentek meg.

## Háttér és kidolgozás
Először 2011 májusában jelentették be Minogue hivatalos honlapján, hogy az EMI kiadó egy öt CD-s díszdobozos kiadványt fog megjelentetni. Ez a kiadvány Minogue azon lemezeit tartalmazza, melyek 2000 és 2010 közt jelentek meg. Ezen stúdióalbumok a 2000-es Light Years, a 2001-es Fever, a 2003-as Body Language, a 2007-es X és a 2010-es Aphrodite, melyek eredeti verziója található meg a kiadványban papírtokkal. A papírtokon megtalálható az adott lemez eredeti borítófotója, valamint még egy kép a papírtok belsejében az egyik fotózásából Minogue logójának és az adott lemez címének lenyomata nélkül. Mindegyik díszdobozban található egy poszter (25 cm × 38 cm), melyen a lemezek eredeti borítófotói illetve a lemezeken közreműködők névsora lálható. A díszdobozban mindegyik album egy bizonyos színt képvisel, melyek a borítón szintén fel vannak tüntetve. A Light Years világoskék, a Fever fehér, a Body Language fekete, az X piros és az Aphrodite tengerészkék.
A díszdobozban mindegyik lemez eredeti, első kiadása kapott helyett, így a Light Years rejtett dala, a „Password” is megtalálható a kiadványban. Ugyanakkor minden lemez kislemezének a rádiós verziója jelent meg az albumverzió helyett. Egyedül a „Your Disco Needs You” különböző változatai hiányoznak az eredetit kivéve, ugyanis ezek a változatok más és más országban jelentek meg bónusz dalként a Light Years albumon.

## Fogadtatás
A The Albums 2000–2010 pozitív kritikákat kapott a legtöbb kritikusoktól. A The Sun egyik írója ötből öt csillaggal jutalmazta, mondván, hogy „Minden Kylie rajongónak van valami ebben a különleges díszdobozban. Öt albumot tartalmaz és tíz év dalait ünnepli és fogadni mernék, hogy nem tudod őket kiverni a fejedből”. Jon O’Brien az AllMusic-tól három és fél csillagot adott a kiadványnak, korai munkáit fertőzőként említve. Annak ellenére, hogy kritizálta, amiért a Deconstruction-nél készült munkái ki lettek hagyva, illetve, hogy az X és Aphrodite albumok szerepeltetve vannak. Azzal zárta, hogy „Minogue-nak még ki kellene adnia egy jelentős és fontos albumot, bár az utóbbi munkái azt sejtetik, hogy az ő ideje már lejárt, de ez a díszdoboz számos olyan pillanatot tartogat, melyek igazolják pozícióját, mint minden idők egyik vezető pop hercegnője”.
A Daily Express kritikus volt Minogue zenei fejlődésének hiányát és karizmáját illetően és szerintük nincs „nagyszerű hangja”, de mégis három csillaggal jutalmazták a kiadványt.
Az Egyesült Királyságban a 37. helyet szerezte meg a brit albumlistán, mellyel ez lett Minogue 19. albuma a Kylie óta, mely felkerült a listára. A díszdoboz egy hétig maradt a Top 100-ban.

## Számlista
| 1.  | Spinning Around             | Paula Abdul, Ira Shickman, Osborne Bingham, Kara DioGuardi | Mike Spencer          | 3:27 |
| 2.  | On a Night Like This        | Steve Torch, Mark Taylor, Brian Rawling, Graham Stack      | Taylor, Stack         | 3:33 |
| 3.  | So Now Goodbye              | Kylie Minogue, Steve Anderson                              | Johnny Douglas        | 3:37 |
| 4.  | Disco Down                  | Douglas                                                    | Douglas               | 3:57 |
| 5.  | Loveboat                    | Minogue, Guy Chambers, Robbie Williams                     | Chambers, Steve Power | 4:10 |
| 6.  | Koocachoo                   | Minogue, Douglas                                           | Douglas               | 4:00 |
| 7.  | Your Disco Needs You        | Minogue, Williams, Chambers                                | Chambers, Power       | 3:33 |
| 8.  | Please Stay                 | Minogue, Richard Stannard, Julian Gallagher, John Themis   | Stannard, Gallagher   | 4:08 |
| 9.  | Bittersweet Goodbye         | Minogue, Anderson                                          | Anderson              | 3:43 |
| 10. | Butterfly                   | Minogue, Anderson                                          | Mark Picchiotti       | 4:09 |
| 11. | Under the Influence of Love | Paul Politi, Barry Eugene White                            | Stannard, Gallagher   | 3:32 |
| 12. | I’m So High                 | Minogue, Chambers, Megan Smith                             | Chambers, Power       | 3:33 |
| 13. | Kids (Robbie Williams-szel) | Williams, Chambers                                         | Chambers, Power       | 4:20 |
| 14. | Light Years                 | Minogue, Stannard, Gallagher                               | Stannard, Gallagher   | 4:47 |

| 1.  | More More More               | TommyD, Liz Winstanley                                     | TommyD              | 4:40 |
| 2.  | Love at First Sight          | Minogue, Stannard, Gallagher, Ash Howes, Martin Harrington | Stannard, Gallagher | 3:57 |
| 3.  | Can’t Get You Out of My Head | Cathy Dennis, Rob Davis                                    | Dennis, Davis       | 3:49 |
| 4.  | Fever                        | Greg Fitzgerald, Tom Nichols                               | Fitzgerald          | 3:30 |
| 5.  | Give It to Me                | Minogue, Picchiotti, Anderson                              | Picchiotti          | 2:48 |
| 6.  | Fragile                      | Davis                                                      | Davis               | 3:44 |
| 7.  | Come into My World           | Dennis, Davis                                              | Dennis, Davis       | 4:06 |
| 8.  | In Your Eyes                 | Minogue, Stannard, Gallagher, Howes                        | Stannard, Gallagher | 3:18 |
| 9.  | Dancefloor                   | Anderson, Dennis                                           | Anderson            | 3:23 |
| 10. | Love Affair                  | Minogue, Stannard, Gallagher                               | Stannard, Gallagher | 3:47 |
| 11. | Your Love                    | Minogue, Pascal Gabriel, Paul Statham                      | Gabriel, Statham    | 3:47 |
| 12. | Burning Up                   | Fitzgerald, Nichols                                        | Fitzgerald, Nichols | 3:59 |

| 1.  | Slow                   | Minogue, Dan Carey, Emilíana Torrini                                                                                     | Sunnyroads          | 3:15 |
| 2.  | Still Standing         | Ash Thomas, Alexis Strum                                                                                                 | Baby Ash            | 3:40 |
| 3.  | Secret (Take You Home) | Curtis T. Bedeau, Gerard Charles, Hugh Clarke, Reza Safinia, Lisa Greene, Paul George, Brian P. George, Lucien J. George | Rez                 | 3:16 |
| 4.  | Promises               | Kurtis Mantronik, David Billing                                                                                          | Kurtis Mantronik    | 3:17 |
| 5.  | Sweet Music            | Minogue, Karen Poole, Thomas                                                                                             | Baby Ash            | 4:11 |
| 6.  | Red Blooded Woman      | Douglas, Poole | Douglas             | 4:21 |
| 7.  | Chocolate              | Douglas, Poole | Douglas             | 5:00 |
| 8.  | Obsession              | Khaleel, Billing, M. Grey                                                                                                | Mantronik           | 3:31 |
| 9.  | I Feel for You         | Liz Winstanley, J. Piccioni, S. Anselmetti                                                                               | Electric J          | 4:19 |
| 10. | Someday                | Minogue, Torrini, Thomas                                                                                                 | Baby Ash            | 4:18 |
| 11. | Loving Days            | Minogue, Stannard, Gallagher, Dave Morgan                                                                                | Stannard, Gallagher | 4:26 |
| 12. | After Dark             | Dennis, Chris Braide | Dennis, Braide      | 4:10 |

| 1.  | 2 Hearts        | Jim Eliot, Mima Stilwell                                                                       | Kish Mauve                 | 2:51 |
| 2.  | Like a Drug     | Mich Hedin Hansen, Jonas Jeberg, Engelina Andrina, Adam Powers                                 | Cutfather, Jeberg          | 3:18 |
| 3.  | In My Arms      | Minogue, Calvin Harris, Stannard, Paul Harris, Julian Peake                                    | C. Harris, Stannard        | 3:32 |
| 4.  | Speakerphone    | Christian Karlsson, Pontus Winnberg, Henrik Jonback, Klas Åhlund                               | Bloodshy & Avant           | 3:54 |
| 5.  | Sensitized      | Chambers, Dennis, Serge Gainsbourg                                                             | Chambers, Dennis           | 3:57 |
| 6.  | Heart Beat Rock | Minogue, Poole, C. Harris, John Lipsey                                                         | C. Harris                  | 3:24 |
| 7.  | The One         | Minogue, Stannard, James Wiltshire, Russell Small, John Andersson, Johan Emmoth, Emma Holmgren | Stannard, Freemasons       | 4:05 |
| 8.  | No More Rain    | Minogue, Poole, Karlsson, Winnberg, Jonas Quant                                                | Greg Kurstin               | 4:02 |
| 9.  | All I See       | Jeberg, Hansen, Edwin Serrano, Raymond Calhoun                                                 | Cutfather, Jeberg          | 3:05 |
| 10. | Stars           | Minogue, Stannard, P. Harris, Peake                                                            | Stannard, P. Harris, Peake | 3:41 |
| 11. | Wow             | Minogue, Poole, Kurstin                                                                        | Kurstin                    | 3:10 |
| 12. | Nu-di-ty        | Poole, Karlsson, Winnberg                                                                      | Bloodshy & Avant           | 3:04 |
| 13. | Cosmic          | Minogue, Eg White                                                                              | White                      | 3:09 |

| 1.  | All the Lovers                       | Eliot, Stilwell                                                               | Kish Mauve, Stuart Price                            | 3:20 |
| 2.  | Get Outta My Way                     | Mich Hansen, Lucas Secon, Damon Sharpe, Peter Wallevik, Daniel Davidsen       | Cutfather, Wallevik, Davidsen, Sharpe, Secon, Price | 3:38 |
| 3.  | Put Your Hands Up (If You Feel Love) | Finlay Dow-Smith, Miriam Nervo, Olivia Nervo                                  | Starsmith, Price                                    | 3:37 |
| 4.  | Closer                               | Price, Beatrice Hatherley                                                     | Price                                               | 3:09 |
| 5.  | Everything Is Beautiful              | Tim Rice-Oxley, Fraser T Smith                                                | Smith                                               | 3:25 |
| 6.  | Aphrodite                            | Nerina Pallot, Andy Chatterley                                                | Pallot, Chatterley, Price                           | 3:45 |
| 7.  | Illusion                             | Minogue, Price                                                                | Price                                               | 3:21 |
| 8.  | Better Than Today                    | Pallot, Chatterley                                                            | Pallot, Chatterley, Price                           | 3:25 |
| 9.  | Too Much                             | Minogue, C. Harris, Jake Shears                                               | C. Harris                                           | 3:16 |
| 10. | Cupid Boy                            | Sebastian Ingrosso, Magnus Lidehäll, Nick Clow, Luciana Caporaso              | Price, Ingrosso, Lidehäll                           | 4:26 |
| 11. | Looking for an Angel                 | Minogue, Price                                                                | Price                                               | 3:49 |
| 12. | Can’t Beat the Feeling               | Hannah Robinson, Pascal Gabriel, Borge Fjordheim, Matt Prime, Richard Philips | Price, Gabriel, Fjordheim                           | 4:09 |

## Slágerlista
| Slágerlista (2011)       | Legfelső helyezés |
| ------------------------ | ----------------- |
| Skócia (OCC)             | 40                |
| Egyesült Királyság (OCC) | 37                |

## Kiadási előzmények
| Ország             | Dátum            | Kiadó              | Formátum              |
| ------------------ | ---------------- | ------------------ | --------------------- |
| Ausztrália         | 2011. június 12. | Warner Music Group | Díszdoboz             |
| Új-Zéland          | 2011. június 12. | Warner Music Group | Díszdoboz             |
| Egyesült Királyság | 2011. július 18. | Warner Music Group | Díszdoboz             |
| Japán              | 2011. július 18. | Warner Music Group | Díszdoboz (importált) |
| Egyesült Államok   | 2011. július 24. | Warner Music Group | Díszdoboz (importált) |